# Cyk (województwo mazowieckie)

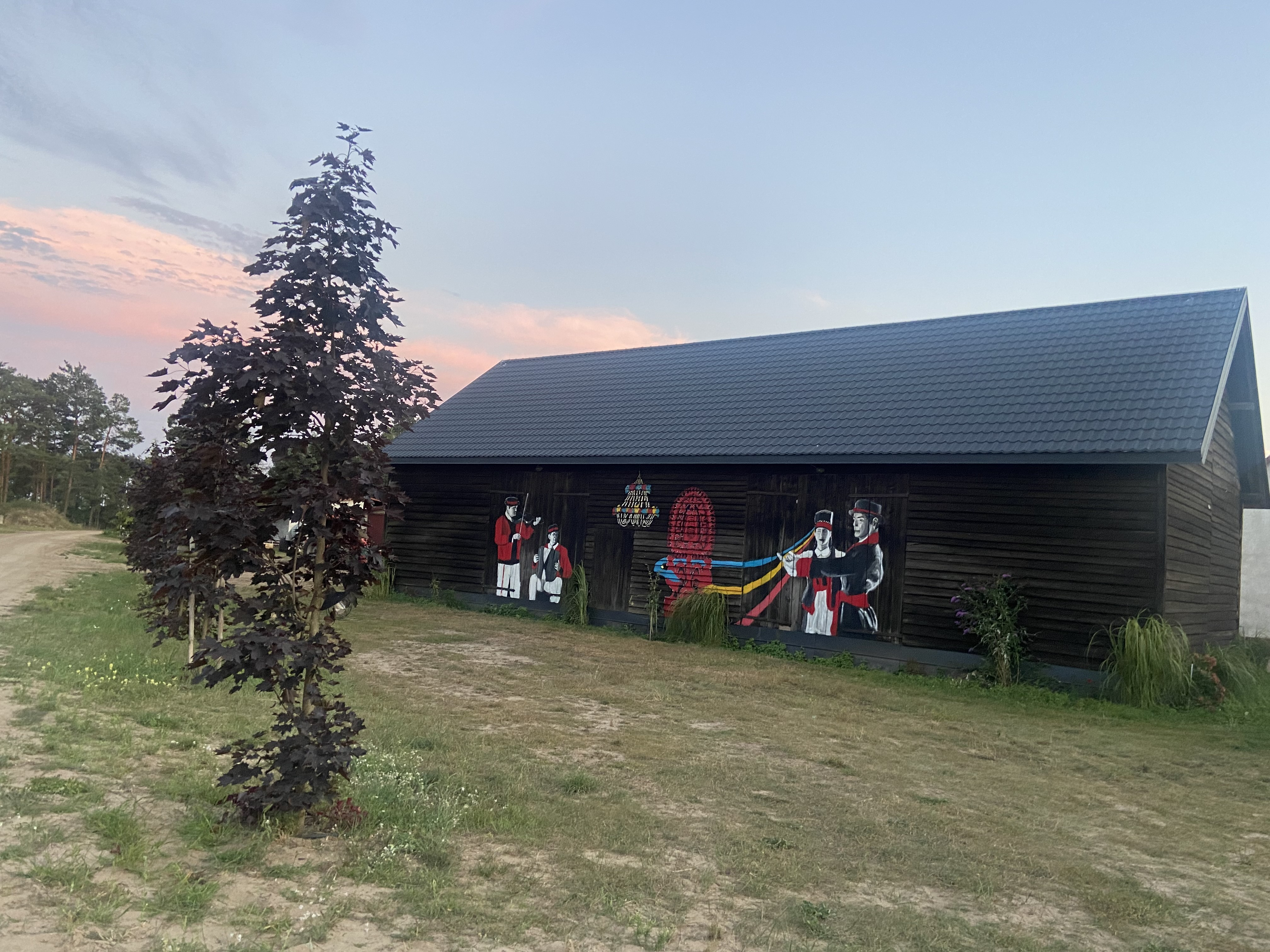
Stodoła (deskal z motywami zielonokurpiowskimi) we wsi Cyk

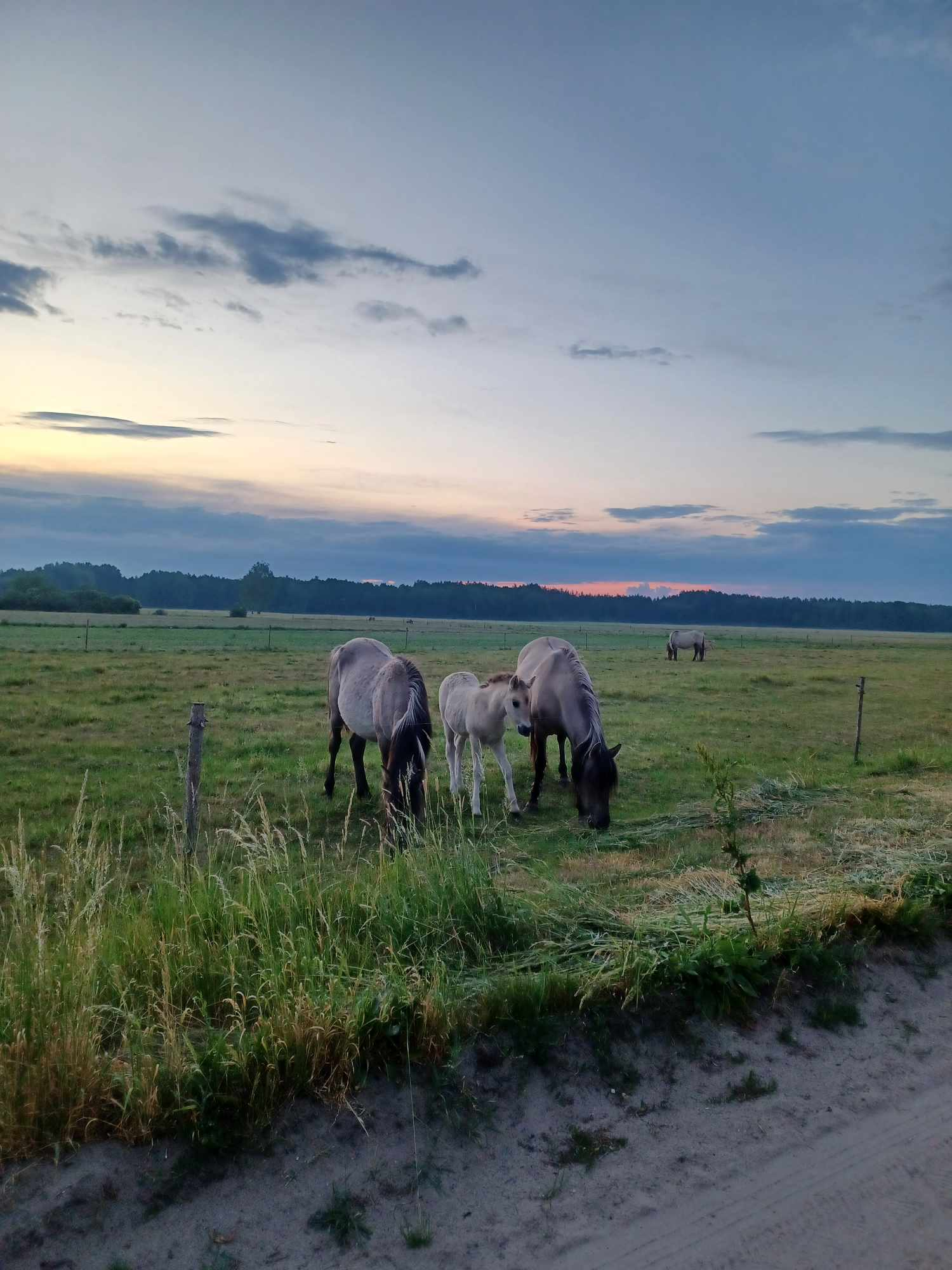
Konie na pastwisku

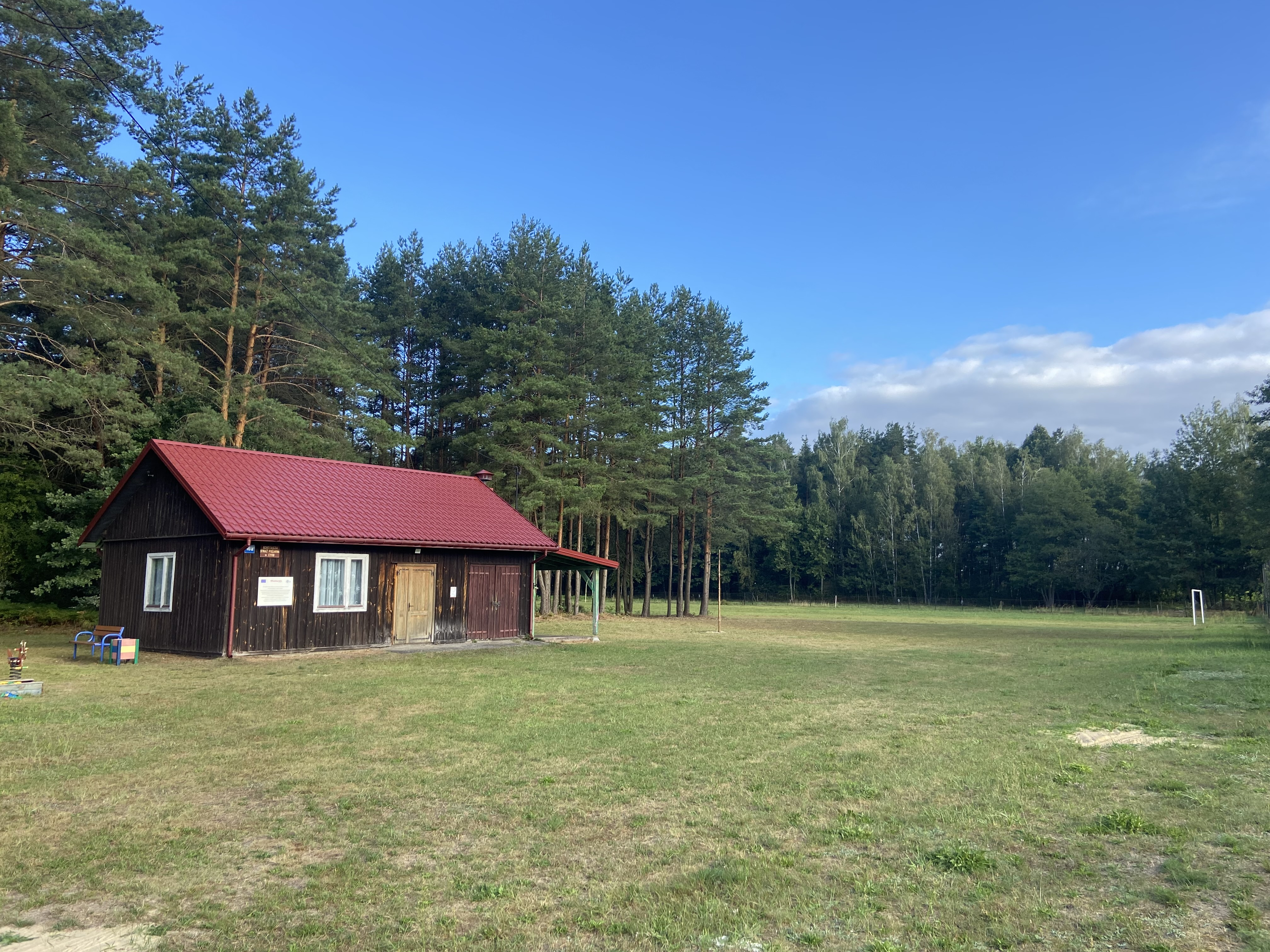
Remiza Ochotniczej Straży Pożarnej

Cyk (kurp. Cyk) – wieś sołecka w Polsce położona w województwie mazowieckim, w powiecie ostrołęckim, w gminie Czarnia. Leży na Równinie Kurpiowskiej nad Trybówką (znana wcześniej jako Tryp, Tryb, Trypówka), dopływem rzeki Omulew, w otoczeniu dużych kompleksów leśnych.

## Historia
Nazwa wsi to nazwa osobowa od czasownika cykać, czyli sączyć.
Wieś leżała w starostwie ostrołęckim, w ziemi łomżyńskiej w województwie mazowieckim. Nie notowano jej w lustracji dóbr królewskich z 1660–1661. Natomiast w lustracji dóbr królewskich z 1789 zapisano, że wieś leżała na bagnistych i niskich gruntach, gdzie rosły jodły i olchy. Większość gruntów we wsi była nieużytkami. Część ziemi była podbierana przez mieszkańców Prus, ponieważ wieś znajdowała się w bliskiej odległości od granicy państwa. Mieszkało tu 10 gospodarzy, którzy płacili czynsz staroście ostrołęckiemu w wysokości 222 złp. rocznie, a wysokość opłaty propinacyjnej wynosiła 40 złp..
W 1827 Cyk liczył 26 domostw z 153 mieszkańcami. Podczas powstania styczniowego 21 listopada 1863 w pobliżu wsi Polacy starli się z kozakami, a w potyczce zginął dowódca oddziału kurpiowskiego nazwiskiem Żarski. Rosjanie rozproszyli wówczas niewielki oddział powstańczej konnicy pod dowództwem kpt. Ostaszewskiego.
Pod koniec XIX wieku liczba ludności wzrosła do 272 osób w 34 domostwach, a powierzchnia wsi liczyła 712 mórg. Miejscowość leżała wówczas w gminie Myszyniec i przynależała do myszynieckiej parafii.
W 1915, w czasie I wojny światowej, wieś została częściowo spalona.
W latach 1921–1939 wieś leżała w województwie białostockim, w powiecie ostrołęckim, w gminie Myszyniec. Według Powszechnego Spisu Ludności z 1921 roku wieś zamieszkiwało 255 osób w 54 budynkach mieszkalnych. Miejscowość należała do parafii rzymskokatolickiej w Czarni (tak jest i współcześnie). Podlegała pod Sąd Grodzki w Myszyńcu i Okręgowy w Łomży; właściwy urząd pocztowy mieścił się w Czarni.
W okresie międzywojennym znajdowała się tu placówka Straży Celnej „Cyk”.
W wyniku agresji niemieckiej we wrześniu 1939 wieś znalazła się pod okupacją niemiecką. Od 1939 do wejścia Armii Czerwonej w 1945 była częścią powiatu ostrołęckiego (Landkreis Scharfenwiese) w rejencji ciechanowskiej Prus Wschodnich III Rzeszy.
W latach 1975–1998 miejscowość administracyjnie należała do województwa ostrołęckiego.
W 1998 mieszkało tu 195 osób, w 2002 – 204 osoby, w 2009 – 209 osób. W 2011 miejscowość liczyła 202 mieszkańców, według spisu w 2021 mieszkało tu 175 osób. W gwarze kurpiowskiej mieszkaniec wsi to cykoźåk, a mieszkanka – cykoźónka.
We wsi od 2023 działa koło gospodyń wiejskich. Znajduje się tu remiza strażacka, siedziba miejscowej jednostki OSP. Jednostka powstała w 1956. 

## Architektura
W rejestrze zabytków nieruchomych nie ma obiektów z Cyku, ale opracowania turystyczne wzmiankują tradycyjne kurpiowskie chaty pod adresami Cyk 22 i Cyk 56.